# Ellen Nyström
Ellen Nyström (Luleå, 15 settembre 1993) è una cestista svedese.

## Carriera
Con la Svezia ha disputato due edizioni dei Campionati europei (2019, 2021).